# Generalgouverneur und Vizekönig von Indien

Flagge des Generalgouverneurs von Indien (1885–1947) mit dem Star of India in der Mitte

Der Generalgouverneur und Vizekönig von Indien (englisch Viceroy and Governor-General of India) war das Oberhaupt der britischen Verwaltung in Indien.

## Überblick
Das Amt wurde 1773 eingerichtet, mit dem Titel des Generalgouverneurs des Präsidiums von Fort William (Governor-General of the Presidency of Fort William). Der Beamte hatte direkte Kontrolle nur über Fort William, doch leitete er auch andere Beamte der Britischen Ostindien-Kompanie in Indien.
Im Jahr 1858 kam Indien mit dem Government of India Act 1858 unter die direkte Kontrolle der britischen Krone. Der Titel Generalgouverneur bezog sich auf seine Beziehung zu den britischen Provinzen von Indien (Punjab, Bengalen, Bombay, Madras, Vereinigte Provinzen etc.). Ein großer Teil des britischen Indien wurde jedoch nicht direkt von der Regierung beherrscht; das Gebiet bestand vielmehr aus Hunderten von nominell souveränen Fürstenstaaten, deren Beziehung nicht mit der britischen Regierung bestand, sondern direkt mit dem britischen Monarchen. Um die Stellung des Generalgouverneurs als Vertreter des britischen Monarchen zu den Feudalherrschern der Fürstentümer zum Ausdruck zu bringen, wurde ihm der Titel Vizekönig von Indien verliehen. Der Titel wurde erst aufgegeben, als Indien 1947 unabhängig wurde. Das Amt des Generalgouverneurs bestand fort, bis Indien 1950 eine republikanische Verfassung einführte.
Bis 1858 wurde der Generalgouverneur vom Direktorium der Britischen Ostindien-Kompanie gewählt, dem gegenüber er verantwortlich war. Danach wurde er vom britischen Monarchen (Sovereign) nach Beratung mit der britischen Regierung ernannt. Der Staatssekretär für Indien, ein Kabinettsmitglied, war verantwortlich, ihn bei Ausübung seiner Amtsbefugnisse anzuleiten. Nach 1947 bestimmte der Monarch weiterhin den Generalgouverneur, doch nun nach Beratung mit der indischen statt mit der britischen Regierung.
Die Amtszeit der Generalgouverneure war gewöhnlich fünf Jahre, sie konnten jedoch auch schon früher abberufen werden. Nach dem Ablauf der Amtszeit wurde manchmal ein geschäftsführender Generalgouverneur ernannt, bis der neue Amtsinhaber gewählt war. Die geschäftsführenden Generalgouverneure wurden aus den Reihen der Provinzgouverneure gewählt.

## Geschichte
Ursprünglich wurde der größte Teil Indiens durch die britische Ostindien-Kompanie regiert, die nominell als Vertreter des Mogulkaisers handelte. Im Jahr 1773 wurde die britische Regierung wegen der vorherrschenden Korruption in der Kompanie dazu veranlasst, die teilweise Kontrolle über die Verwaltung Indiens zu übernehmen. Dazu wurde der Regulating Act erlassen. Es wurde ein Generalgouverneur und ein Beratungsgremium ernannt, um das Präsidium von Fort William in Bengalen zu leiten. Der erste Generalgouverneur und das Ratsgremium wurden im Regulating Act benannt. Die Nachfolger sollten durch das Direktorium der Ostindien-Kompanie gewählt werden. Die Akte setzte eine fünfjährige Amtszeit fest, wobei der Monarch die Macht hatte, jeden von ihnen schon vor Ende der Amtszeit abzuberufen.
Der Charter Act von 1833 ersetzte den Generalgouverneur und das Ratsgremium von Fort William mit dem Generalgouverneur und Ratsgremium von Indien. Das Direktorium der Ostindien-Kompanie behielt das Wahlrecht für den Generalgouverneur, doch der Gewählte musste vom Monarchen bestätigt werden.
Nach dem Sepoy-Aufstand wurde die Ostindien-Kompanie aufgelöst, und Indien kam unter die direkte Kontrolle des britischen Monarchen. Der Government of India Act von 1858 übertrug das Ernennungsrecht des Generalgouverneurs in die Hände des Monarchen. Der Generalgouverneur hatte das Vorschlagsrecht für die stellvertretenden Gouverneure in Indien, die wiederum der Bestätigung durch den Monarchen bedurften.
Indien und Pakistan wurden im August 1947 mit der Teilung Indiens unabhängig, doch wurden weiterhin Generalgouverneure für jede der beiden Nationen ernannt, bis dauerhafte Verfassungen erlassen waren. Louis Mountbatten blieb noch einige Zeit nach der indischen Unabhängigkeit der Generalgouverneur von Indien, doch ansonsten wurden die beiden Nationen durch einheimische Generalgouverneure beherrscht. Indien wurde 1950 eine säkulare Republik, Pakistan wurde 1956 zu einer islamischen Republik.

## Amtsbefugnisse
Der Generalgouverneur hatte ursprünglich nur Herrschaft über das Präsidium (Presidency) von Fort William in Kalkutta (heute Kolkata, Bengalen). Der Regulating Act gab ihm jedoch zusätzliche Befugnisse bezüglich der Außenpolitik und der Verteidigung. Die anderen Leitungsgremien der Ostindien-Kompanie in Madras, Bombay und Bencoolen hatten weder das Recht, Krieg zu erklären oder mit einem indischen Fürsten Frieden zu schließen, ohne vorher das Einverständnis des Generalgouverneurs und des Ratsgremiums von Fort William eingeholt zu haben.
Die Machtbefugnisse des Generalgouverneurs hinsichtlich der Außenpolitik wurden durch den India Act aus dem Jahr 1784 erweitert. Das Gesetz sah vor, dass die anderen Gouverneure der Ostindien-Kompanie weder Krieg erklären, Frieden schließen oder Verträge mit indischen Fürsten schließen durften, sofern sie dazu nicht eine ausdrückliche Anweisung des Generalgouverneurs oder des Direktoriums der Ostindien-Kompanie bekommen hatten.
Während der Generalgouverneur somit die Kontrolle über die Außenpolitik in Indien bekam, war er doch nicht ausdrücklich das Oberhaupt von Britisch-Indien. Diesen Status erhielt er erst mit dem Charter-Act von 1833, die ihm die Aufsicht, Leitung und Kontrolle über die gesamte zivile und militärische Regierung von ganz Britisch-Indien übertrug. Das Gesetz übertrug auch gesetzgeberische Befugnisse auf den Generalgouverneur und das Ratsgremium.
Nach 1858 nahm der Generalgouverneur die Befugnisse des obersten Verwalters von Indien und des Vertreters des britischen Monarchen ein. Indien war in zahlreiche Provinzen aufgeteilt, die jeweils von einem Gouverneur, stellvertretenden Gouverneur oder Oberinspektor (Chief Commissioner) geleitet wurden. Gouverneure wurden von der britischen Regierung ernannt, der sie direkt verantwortlich waren. Stellvertretende Gouverneure und Oberinspektoren wurden jedoch durch den Generalgouverneur ernannt und waren ihm unterstellt. Der Generalgouverneur überwachte auch die mächtigsten fürstlichen Herrscher: den Nizam von Hyderabad, den Maharadscha von Mysore, den Maharadscha von Kaschmir und den Gaekwad (Gaekwar)-Maharadscha von Baroda. Die übrigen fürstlichen Herrscher wurden entweder durch die Rajputana-Behörde oder die Zentralindienbehörde beaufsichtigt, die jeweils durch Vertreter des Generalgouverneurs geleitet wurden, oder durch Provinzbehörden.
Nachdem Indien die Unabhängigkeit erlangt hatte, war das Amt des Generalgouverneurs nur noch zeremonieller Natur. Die wirkliche Macht ging auf die gewählten indischen Politiker über. Nachdem Indien zur Republik wurde, übernahm der Präsident von Indien die zeremoniellen Funktionen des Generalgouverneurs.

## Ratsgremium
Der Generalgouverneur wurde immer von einem Ratsgremium (Council) bei der Ausübung der gesetzgeberischen und ausführenden Befugnisse beraten. Während ihm viele Befugnisse zustanden, nannte man ihn immer „Generalgouverneur unter Beratung“ (Governor-General in Council).
Die Regulierungsakte (Regulating Act) von 1773 sah die Wahl von vier Räten durch das Direktorium der Ostindien-Kompanie vor. Der Generalgouverneur hatte im Gremium wie die Räte eine Stimme. Bei Stimmengleichstand im Rat gab seine Stimme jedoch den Ausschlag. Die Entscheidung des Ratsgremiums war für den Generalgouverneur verbindlich.
Im Jahr 1784 wurde das Ratsgremium auf drei Mitglieder verkleinert. Der Generalgouverneur verfügte weiter über eine normale Stimme und eine entscheidende Stimme. 1786 wurden die Befugnisse des Generalgouverneurs weiter ausgebaut. Fortan hatten die Beschlüsse des Ratsgremiums für ihn keine bindende Wirkung mehr.
Die Charter-Akte von 1833 nahm weitere Änderungen in der Struktur des Ratsgremiums vor. Diese Akte war das erste Gesetz, das zwischen den exekutiven und legislativen Befugnissen des Generalgouverneurs unterschied. Nach dieser Akte sollten vier Mitglieder des Ratsgremiums durch das Direktorium der Ostindien-Kompanie gewählt werden. Die ersten drei Mitglieder sollten immer anwesend sein, während das vierte Mitglied nur anwesend sein und abstimmen durfte, wenn es um geplante Gesetzgebung ging.
Ab 1858 besaß das Direktorium der Ostindien-Kompanie nicht mehr die Befugnis, Mitglieder des Ratsgremiums zu bestimmen. Stattdessen wurde das auf Gesetzgebungsberatungen beschränkte Mitglied durch den britischen Monarchen bestimmt, die anderen drei Mitglieder durch den Staatssekretär für Indien.
Die Indienratsakte (Indian Councils Act) von 1861 änderte die Zusammensetzung des Rates in einigen Punkten. Drei Mitglieder wurden nun durch den Staatssekretär für Indien und zwei durch den Monarchen bestimmt. Weiter sah diese Akte vor, dass der Generalgouverneur weitere sechs bis zwölf Räte bestimmen durfte. Die fünf Personen, die durch den Staatssekretär für Indien und den Monarchen bestimmt wurden, leiteten die Behörden der Exekutive. Die vom Generalgouverneur bestimmten Räte debattierten die Gesetzgebung und stimmten darüber ab.
1869 bekam die Krone die Erlaubnis, alle fünf Räte zu bestimmen, die der Exekutive vorstanden. Die Zahl der vom Generalgouverneur bestimmten Räte für die Gesetzgebung erhöhte sich 1892 auf 10 bis 16 und ab 1909 auf 60.
1919 übernahmen zwei gesetzgebende Kammern für Indien (Indian Legislature) die gesetzgebenden Funktionen des Ratsgremiums des Generalgouverneurs. Sie bestanden aus einem Staatsrat und einer gesetzgebenden Versammlung. Der Generalgouverneur behielt dennoch bedeutenden Einfluss auf die Gesetzgebung. Er konnte ohne Zustimmung der Legislative Geldmittel für kirchliche und politische Zwecke sowie für die Verteidigung ausgeben, und für alle Zwecke während eines Notstands. Er besaß ein Vetorecht für jedes eingebrachte Gesetz und konnte sogar jede weitere Debatte darüber beenden. Sofern er ein Gesetz vorschlug, dafür jedoch nur in einer der beiden Kammern eine Mehrheit bekam, konnte er das Gesetz dennoch als erlassen erklären. Es wurde dann ein Hinweis angefügt, dass das Gesetz unter Einwänden einer Kammer verabschiedet worden war. Die gesetzgebenden Kammern hatten keine Befugnisse für die Außenpolitik und die Verteidigung. Der Präsident des Staatsrats wurde durch den Generalgouverneur ernannt. Die gesetzgebende Versammlung wählte seinen Präsidenten selbst. Dieser musste jedoch erst vom Generalgouverneur bestätigt werden.

## Anrede und Titel
Der Generalgouverneur hatte Anspruch auf die Anrede „Exzellenz“ und protokollarisch das Vortrittsrecht vor allen anderen Regierungsvertretern in Indien. Weder der Titel „Generalgouverneur“ noch der Titel „Vizekönig“ wurden verwendet, solange sich der britische Monarch in Indien aufhielt. Diese Titel wurden häufig verwendet, obwohl sie niemals offiziell von der britischen Regierung geschaffen wurden.
Als der Order of the Star of India 1861 gegründet wurde, wurde der Generalgouverneur ex officio (von Amts wegen) zum Großmeister. Der Generalgouverneur war auch seit der Gründung 1877 von Amts wegen der Großmeister des Order of the Indian Empire.
Die meisten Generalgouverneure waren Mitglieder des britischen Oberhauses (Peers) und gehörten zum Hochadel. Diejenigen, die es nicht waren, waren aber zumindest Adlige niederen Ranges, wie der Baronet Sir John Shore, Sir John Laird Mair Lawrence oder Lord William Bentinck. Letzterer führte den Höflichkeitstitel Lord, da er der Sohn eines Dukes war. Nur der erste und der letzte Generalgouverneur – Warren Hastings und C. Rajagopalachari –, wie auch einige geschäftsführende Generalgouverneure, hatten überhaupt keine besonderen Titel.

## Wohnsitz
Der Generalgouverneur von Fort William wohnte bis ins frühe 19. Jahrhundert im Belvedere House in Kalkutta. Danach zog er ins neuerbaute Government House um. Ab 1854 nahm der stellvertretende Gouverneur von Bengalen dort seinen Amtssitz. Heute befindet sich die Nationalbibliothek von Indien im Belvedere House.
Generalgouverneur Richard Wellesley, der angeblich einmal sagte, dass Indien aus einem Palast, nicht aus einem Gutshof regiert werden solle, ließ das großartige Gebäude des Government House zwischen 1799 und 1803 errichten. Es diente als Amtssitz des Generalgouverneurs, bis die Hauptstadt 1912 von Kalkutta nach Delhi verlegt wurde. Danach wurde das Amt des stellvertretenden Gouverneurs von Bengalen zum echten Gouverneur aufgewertet, und er zog vom Belvedere House ins Government House. Heutzutage dient das Gebäude als Amtssitz des Gouverneurs des indischen Bundesstaates Westbengalen. Die Bezeichnung Raj Bhavan ist Hindi für „Regierungsgebäude“.
Nachdem die Hauptstadt von Kalkutta nach Delhi verlegt worden war, bewohnte der Vizekönig den neuerrichteten Palast, der von Sir Edwin Lutyens geplant worden war. Obwohl der Bau schon 1912 begonnen wurde, konnte er erst 1929 abgeschlossen werden. Das Haus wurde nicht vor 1931 – dem Jahr der Fertigstellung der planmäßig angelegten Hauptstadt Neu-Delhi – offiziell eingeweiht. Die endgültigen Kosten betrugen mehr als 877.000 Pfund, was nach heutigen Maßstäben etwa 35.000.000 Pfund entspricht. Damit kostete er mehr als das Doppelte der ursprünglich vorgesehenen Summe. Heute ist dies der Amtssitz des Präsidenten von Indien, auf Hindi: Rashtrapati Bhavan.
Im Sommer zog sich die Regierung von Indien in das Landhaus des Vizekönigs in Darjiling zurück, um der Hitze zu entgehen. Nach dem Umzug nach Delhi wurde Shimla zum Sommersitz.

## Liste der Generalgouverneure und Vizekönige von Indien

### Generalgouverneure von Fort William (1773–1833)
| Amtsinhaber                                      | Amtszeit                     |
| ------------------------------------------------ | ---------------------------- |
| Warren Hastings                                  | 1773–1785                    |
| John Macpherson                                  | 1785–1786 (geschäftsführend) |
| Charles Cornwallis, 2. Earl Cornwallis           | 1786–1793                    |
| Sir John Shore, 1. Baronet                       | 1793–1798                    |
| Sir Alured Clarke                                | 1798 (geschäftsführend)      |
| Richard Wellesley                                | 1798–1805                    |
| Charles Cornwallis, 1. Marquess Cornwallis       | 1805                         |
| Sir George Barlow, 1. Baronet                    | 1805–1807 (geschäftsführend) |
| Sir Gilbert Elliot-Murray-Kynynmound, 4. Baronet | 1807–1813                    |
| Francis Rawdon-Hastings, 2. Earl of Moira        | 1813–1823                    |
| John Adam                                        | 1823 (geschäftsführend)      |
| William Amherst, 2. Baron Amherst                | 1823–1828                    |
| William Butterworth Bayley                       | 1828 (geschäftsführend)      |
| Lord William Cavendish-Bentinck                  | 1828–1833                    |

### Generalgouverneure von Indien (1833–1858)
| Amtsinhaber                                  | Amtszeit                     |
| -------------------------------------------- | ---------------------------- |
| Lord William Cavendish-Bentinck              | 1833–1835                    |
| Sir Charles Metcalfe, 3. Baronet             | 1835–1836 (geschäftsführend) |
| George Eden, 2. Baron Auckland               | 1836–1842                    |
| Edward Law, 2. Baron Ellenborough            | 1842–1844                    |
| William Wilberforce Bird                     | 1844 (geschäftsführend)      |
| Henry Hardinge, 1. Viscount Hardinge         | 1844–1848                    |
| James Broun-Ramsay, 1. Marquess of Dalhousie | 1848–1856                    |
| Charles Canning, 1. Viscount Canning         | 1856–1858                    |

### Generalgouverneure und Vizekönige von Indien (1858–1947)

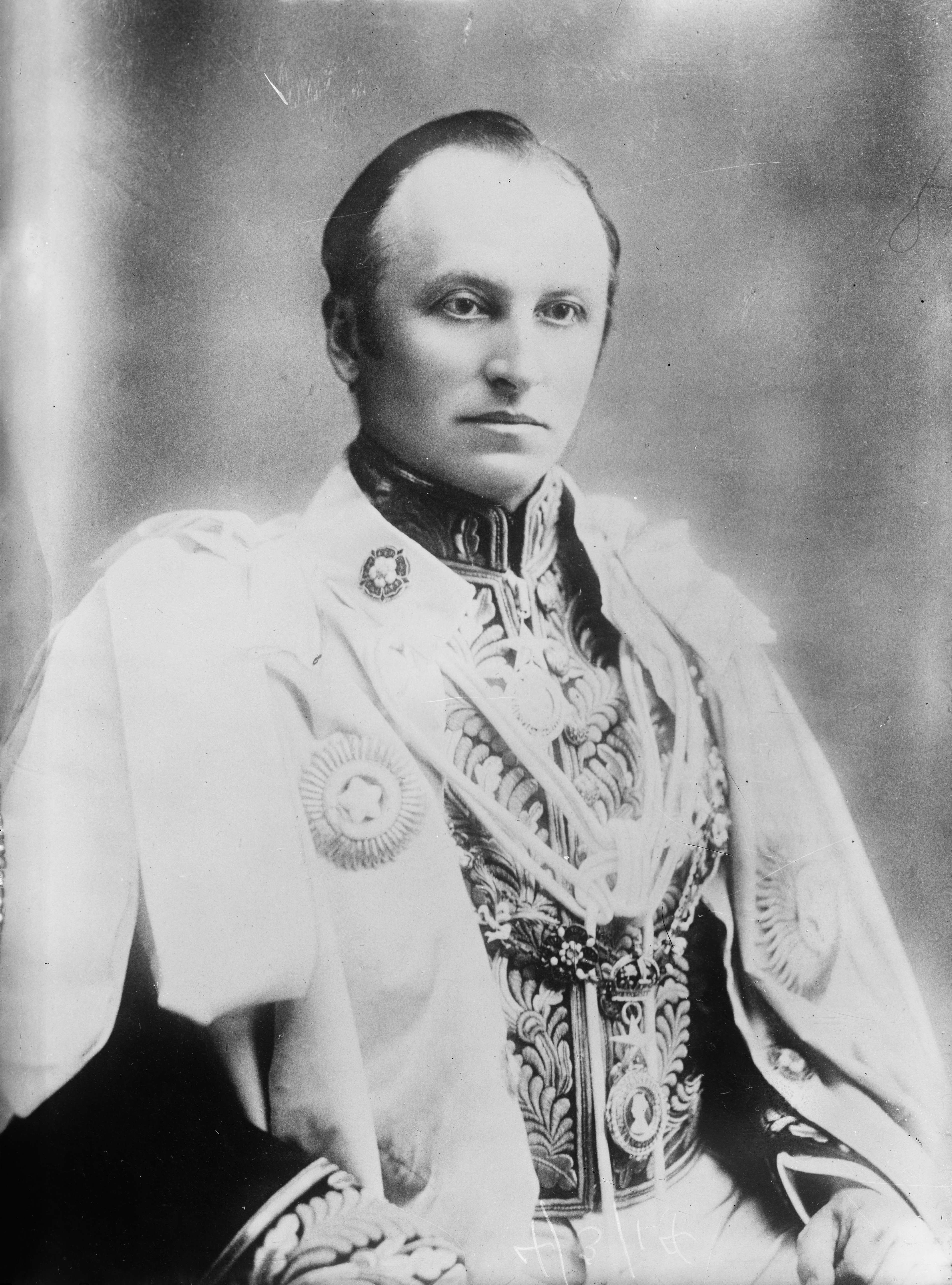
George Curzon um 1900

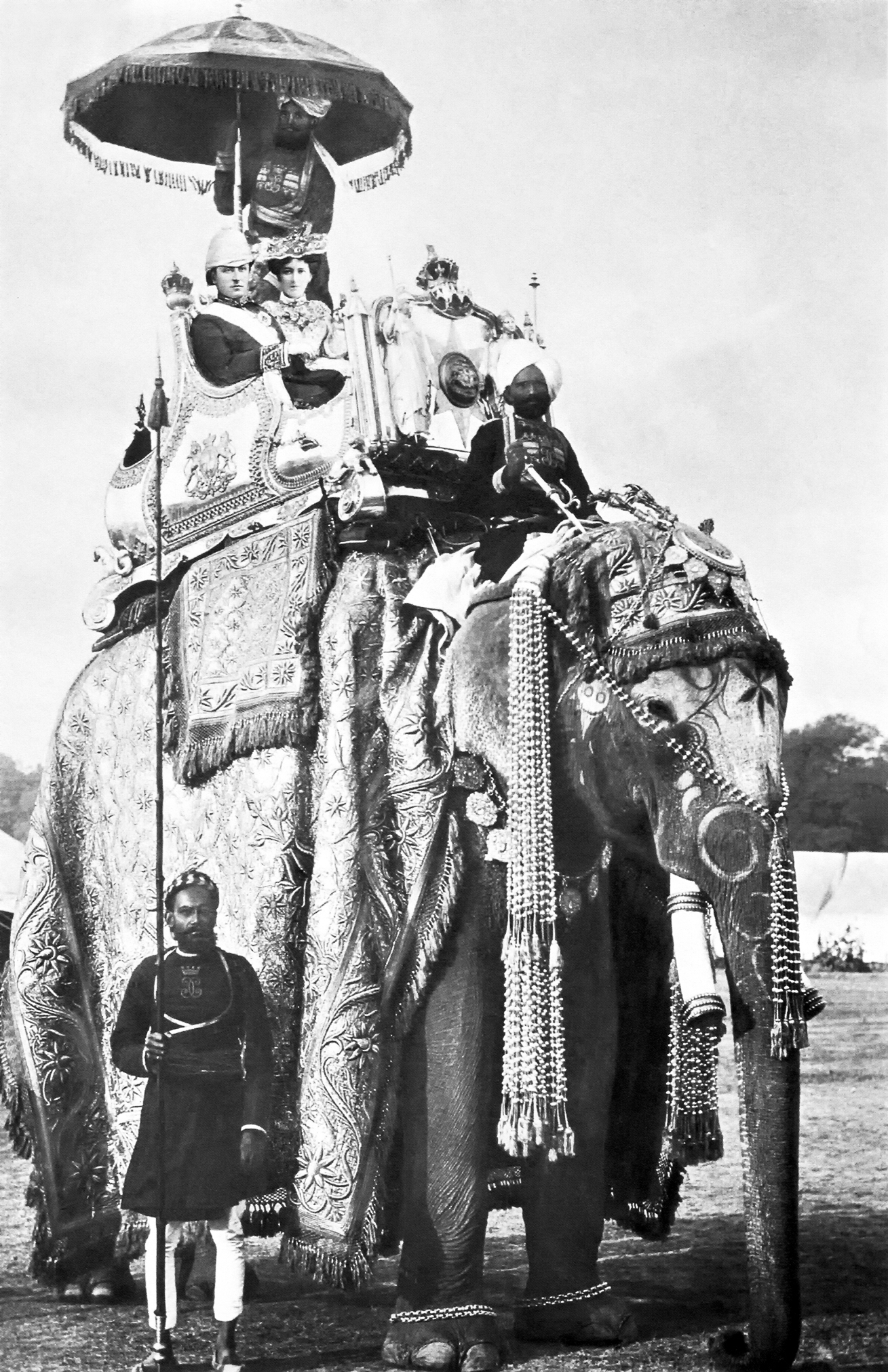
George Nathaniel Curzon mit seiner Ehefrau Mary Curzon auf dem Elefanten „Lakshman Prasad“ in Delhi am 29. Dezember 1902.

| Amtsinhaber                                                          | Amtszeit                                         |
| -------------------------------------------------------------------- | ------------------------------------------------ |
| Charles Canning, 1. Earl Canning                                     | 1858–1862                                        |
| James Bruce, 8. Earl of Elgin                                        | 1862–1863                                        |
| Sir Robert Napier                                                    | 1863 (geschäftsführend)                          |
| Sir William Denison                                                  | 1863–1864 (geschäftsführend)                     |
| Sir John Lawrence                                                    | 1864–1869                                        |
| Richard Bourke, 6. Earl of Mayo                                      | 1869–1872                                        |
| Sir John Strachey                                                    | 1872 (geschäftsführend)                          |
| Francis Napier, 10. Lord Napier                                      | 1872 (geschäftsführend)                          |
| Thomas Baring, 1. Earl of Northbrook                                 | 1872–1876                                        |
| Robert Bulwer-Lytton, 2. Baron Lytton                                | 1876–1880                                        |
| George Robinson, 1. Marquess of Ripon                                | 1880–1884                                        |
| Frederick Hamilton-Temple-Blackwood, 1. Marquess of Dufferin and Ava | 1884–1888                                        |
| Henry Petty-FitzMaurice, 5. Marquess of Lansdowne                    | 1888–1894                                        |
| Victor Alexander Bruce, 9. Earl of Elgin                             | 1894–1899                                        |
| George Curzon, 1. Baron Curzon                                       | 1899–1904                                        |
| Arthur Russell, 2. Baron Ampthill                                    | 1904 (geschäftsführend)                          |
| George Curzon, 1. Baron Curzon                                       | 1904–1905                                        |
| Gilbert Elliot-Murray-Kynynmound, 4. Earl of Minto                   | 1905–1910                                        |
| Charles Hardinge                                                     | 1910–1916                                        |
| Frederic Thesiger, 3. Baron Chelmsford                               | 1916–1921                                        |
| Rufus Isaacs, 1. Earl of Reading                                     | 1921–1925                                        |
| Victor Bulwer-Lytton, 2. Earl of Lytton                              | 1925–1926 (geschäftsführend)                     |
| Edward Wood, 1. Baron Irwin                                          | 1926–1931                                        |
| George Goschen, 2. Viscount Goschen                                  | 1929 (während Lord Irwin Abwesenheit auf Urlaub) |
| Freeman Freeman-Thomas, 1. Earl of Willingdon                        | 1931–1936                                        |
| Victor Hope, 2. Marquess of Linlithgow                               | 1936–1943                                        |
| Archibald Wavell, 1. Viscount Wavell                                 | 1943–1947                                        |
| Louis Mountbatten                                                    | 1947                                             |

### Generalgouverneure von Indien (1947–1950)

Flagge des Generalgouverneurs von Indien (1947–1950)

| Amtsinhaber                                     | Amtszeit  |
| ----------------------------------------------- | --------- |
| Louis Mountbatten, 1. Earl Mountbatten of Burma | 1947–1948 |
| C. Rajagopalachari                              | 1948–1950 |